# Dichostatoides obliquelineatus
Dichostatoides obliquelineatus är en skalbaggsart som först beskrevs av Stefan von Breuning 1942.  Dichostatoides obliquelineatus ingår i släktet Dichostatoides och familjen långhorningar. Inga underarter finns listade i Catalogue of Life.